# Jeux érotiques de nuit
Pour plus de détails, voir Fiche technique et Distribution.
Jeux érotiques de nuit (Night Games) est un film franco-américain réalisé par Roger Vadim, sorti en 1980.

## Synopsis
Le film met en vedette Cindy Pickett dans le rôle d'une femme encore traumatisée après avoir été violée à l'adolescence et incapable d'avoir une vie sexuelle satisfaisante avec son mari, qui finit par la quitter. Restée seule dans une grande maison, Valérie dérive dans des fantasmes sexuels, tout en faisant face au danger d'un autre violeur potentiel.

## Fiche technique
- Titre original : Night Games
- Titre français : Jeux érotiques de nuit
- Réalisation : Roger Vadim
- Scénario : Anton Diether, Barth Jules Sussman (en) et Clarke Reynolds
- Montage : Peter R. Hunt
- Musique : John Barry
- Production : Andre Morgan, Roger Lewis
- Pays d'origine : États-Unis - France
- Format : Couleurs - 1,85:1 - Mono
- Genre : drame
- Durée : 100 minutes
- Date de sortie : 1980

## Distribution
- Cindy Pickett (en) : Valerie St. John
- Barry Primus : Jason St. John
- Joanna Cassidy : Julie Miller
- Paul Jenkins (en) : Sean Daniels
- Eugene M. Davis (en) : Timothy